# کمدن پوینت (میزوری)
کمدن پوینت (به انگلیسی: Camden Point) یک شهر در ایالات متحده آمریکا است که در شهرستان پلت، میزوری واقع شده‌است. کمدن پوینت ۱٫۵۵ کیلومتر مربع مساحت و ۴۷۴ نفر جمعیت دارد و ۲۸۱ متر بالاتر از سطح دریا واقع شده‌است.